# (37406) 2001 XG103
2001 XG103 (asteroide 37406) é um asteroide da cintura principal. Possui uma excentricidade de 0.14047390 e uma inclinação de 2.88228º.
Este asteroide foi descoberto no dia 14 de dezembro de 2001 por LINEAR em Socorro.